# The Essential Jefferson Airplane
2005. április 26-án jelent meg a Jefferson Airplane The Essential Jefferson Airplane című dupla válogatásalbuma. Az album a laikusok számára is élvezhető ízelítőt ad az együttes albumaiból (kivéve az újraalakulás után készült Jefferson Airplane-ből). Az együttes slágerei (Somebody to Love, White Rabbit, Volunteers) mellett kevésbé közismert dalok is felkerültek az albumra.

## Az album dalai

### Első album
1. Blues from an Airplane (Marty Balin/Skip Spence) – 2:12 (Jefferson Airplane Takes Off)
2. It’s No Secret (Marty Balin) – 2:39 (Jefferson Airplane Takes Off)
3. Come Up the Years (Marty Balin/Paul Kantner) – 2:32 (Jefferson Airplane Takes Off)
4. She Has Funny Cars (Marty Balin/Jorma Kaukonen) – 3:09 (Surrealistic Pillow)
5. Somebody to Love (Darby Slick/Grace Slick) – 2:56 (Surrealistic Pillow)
6. Comin’ Back to Me (Marty Balin) – 5:15 (Surrealistic Pillow)
7. Embryonic Journey (Jorma Kaukonen) – 1:54 (Surrealistic Pillow)
8. White Rabbit (Grace Slick) – 2:32 (Surrealistic Pillow)
9. The Ballad of You & Me & Pooneil (Paul Kantner) – 4:32 (After Bathing at Baxter’s)
10. Martha (Mono Single Version) (Paul Kantner) – 3:27 (After Bathing at Baxter’s)
11. The Last Wall of the Castle (Jorma Kaukonen) – 2:42 (After Bathing at Baxter’s)
12. Watch Her Ride (Paul Kantner) – 3:17 (After Bathing at Baxter’s)
13. Lather (Grace Slick) – 2:57 (Crown of Creation)
14. Crown of Creation (Paul Kantner) – 2:54 (Crown of Creation)
15. Greasy Heart (Grace Slick) – 3:27 (Crown of Creation)
16. Share a Little Joke (Mono Single Version) (Marty Balin) – 3:06 (Crown of Creation)

### Második album
1. 3/5 of a Mile in 10 Seconds (Live) (Marty Balin) – 4:46 (Bless Its Pointed Little Head)
2. Plastic Fantastic Lover (Live) (Marty Balin) – 3:51 (Bless Its Pointed Little Head)
3. We Can Be Together (Paul Kantner) – 5:47 (Volunteers)
4. Good Shepherd (tradicionális, Jorma Kaukonen feldolgozása) – 4:21 (Volunteers)
5. Wooden Ships (David Crosby/Paul Kantner/Stephen Stills) – 6:25 (Volunteers)
6. Eskimo Blue Day (Grace Slick/Paul Kantner) – 6:33 (Volunteers)
7. Volunteers (Marty Balin/Paul Kantner) – 2:04 (Volunteers)
8. Have You Seen the Saucers? (Paul Kantner) – 3:36 (Early Flight)
9. Mexico (Grace Slick) – 2:09 (Early Flight)
10. When the Earth Moves Again (Paul Kantner) – 3:56 (Bark)
11. Pretty as You Feel (Joey Covington/Jack Casady/Jorma Kaukonen) – 4:30 (Bark)
12. Third Week in the Chelsea (Jorma Kaukonen) – 4:36 (Bark)
13. Long John Silver (Grace Slick/Jack Casady) – 4:26 (Long John Silver)
14. Twilight Double Leader (Paul Kantner) – 4:44 (Long John Silver)
15. Feel So Good (Live) (Jorma Kaukonen) – 11:23 (Thirty Seconds Over Winterland)
16. Milk Train (Live) (Grace Slick/Papa John Creach/Roger Spotts) – 3:28 (Thirty Seconds Over Winterland)

## Közreműködők
- A közreműködők listája megtekinthető az albumokat bemutató cikkekben.